# Ébau
 (septembre 2016).
Si vous disposez d'ouvrages ou d'articles de référence ou si vous connaissez des sites web de qualité traitant du thème abordé ici, merci de compléter l'article en donnant les références utiles à sa vérifiabilité et en les liant à la section « Notes et références ».
L'ébau est une structure de bois et de paille destinée à être enflammée lors des fêtes de la mi-carême. Souvent construit à mi-pente, il est constitué de trois épaisses perches d'une quinzaine de mètres solidement fichées en terre et reliées entre elles en triangle.
La structure est ensuite patiemment garnies de dizaines de fagots et de broussailles, afin de constituer une forme de pantin, l'ébau (le Beau), dominant fièrement la vallée. À la nuit tombée, le « bonhomme carnaval » est mis à feu au son des instruments de musique. Embrasé, il devient une torche géante, un phare lumineux, marquant l'avènement de la nouvelle saison, toujours pleine de promesses et le retour des beaux jours du printemps.
Cependant, cette structure festive traditionnelle n'est plus que très rarement construite.